# Uwe Inselmann
Uwe Inselmann (* 4. Juni 1958 in Lüneburg; † 7. Dezember 2002 ebenda) war ein deutscher Politiker (SPD).
Nach dem Abitur 1978 arbeitete Inselmann zuerst in verschiedenen Berufen, bevor er ab 1980 Politische Wissenschaften, Volkswirtschaft, Öffentliches Recht und Pädagogik studierte. Bevor er 1990 in den Landtag gewählt wurde, war Inselmann Geschäftsführer eines großen Kinder- und Jugendverbandes. Er war Mitglied der Gewerkschaft Erziehung und Wissenschaft, der Arbeiterwohlfahrt, der Falken, des BUND, des Arbeitskreises Lüneburger Altstadt und Mitglied der Gesellschaft der Freunde der Sommerlichen Musiktage Hitzacker e.V. Inselmann war verheiratet und hatte drei Kinder.
Seit 1979 war Inselmann Mitglied der Jungsozialisten bzw. der SPD, bei der er verschiedene Ämter innehatte. Ab 1991 war er Vorsitzender des SPD-Unterbezirks Lüneburg. 
Ab 1986 war Inselmann Ratsherr und ab 1991 Bürgermeister der Stadt Lüneburg. Er wurde Aufsichtsratsvorsitzender der Gesellschaft für Abfallwirtschaft und Mitglied des Verwaltungsrates der Stadtsparkasse Lüneburg.
1991 wurde er in den Kreistag des Landkreises Lüneburg gewählt. Vom 21. Juni 1990 bis zu seinem Tod war Inselmann Mitglied des Niedersächsischen Landtages.
Uwe Inselmann starb am 7. Dezember 2002 völlig unerwartet.